# Hemphill
Hemphill è una città degli Stati Uniti d'America, situata nello Stato del Texas, nella Contea di Sabine, della quale è anche il capoluogo.